# Стафилиниформные
Стафилиниформные (Staphyliniformia) — серия или инфраотряд жесткокрылых насекомых. Содержит 4 надсемейства и около 30 семейств, в которых описано более 100 000 видов. Представители распространены повсеместно.

## Описание
Большинство стафилиноформных представляют собой жуков малого и среднего размера. Усики как правило 11-члениковые, нитевидные, булавовидные, реже пильчатые или гребенчатые. Мандибулы более или менее обнажены, при отведении не скрыты верхней губой. Стернит II виден только в виде бокового зачатка почти у всех представителей. Среднегрудные дыхальца скрыты под гипомероном (у большинства представителей). Радиальная ячейка примитивная глазковая, но ослаблена проксимально за счет облитерации основания RA 3+4. Задние тазики с косой, невыемчатой задней поверхностью (отсутствуют у некоторых стафилиноидов). Передние голени часто сильно шиповатые или зубчатые снаружи. Тарзальная формула обычно 5-5-5 и простая. Мальпигиевы канальцы свободные, обычно их четыре. У куколок наличие максимум четырех функциональных брюшных дыхалец было предложено как возможная апоморфия Staphyliniformia, включая Scarabaeoidea, или, по крайней мере, большую часть этой группы, поскольку некоторые представители, такие как некоторые Scarabaeoidea, Hydrophilidae, Synteliidae и Tachyporini, имеют их больше.
У них суженная шея далеко позади глаз. Переднеспинка имеет хорошо выраженный большой латеральный край. Ноги личинок 5-члениковые, 10-й брюшной сегмент часто с более или менее тонкими или сильными шипами или крючками. Urogomphi (парные «рожки» на заднем конце брюшка личинок и куколок) с базальным сочленением.
Большая часть видов распространено во влажных тропических регионах. Обитают в различных местах, в почве, среди грибов, гниющей материи, в пресной воде. Однозначная летопись окаменелостей восходит к триасу, и вероятно у группы раннее мезозойское происхождение.

## Систематика
Стафилиниформные жесткокрылые включены в подотряд разноядных жуков в ранге инфраотряда или серии. Ранние исследования вносили семейства стафилиниформных в инфраотряд скарабеиморфных (Scarabaeiformia). Также данные морфологии личинок и имаго предполагают сестринские взаимоотношения Hydrophiloidea и Histeroidea. В 2011 году члены группы включались в серии Staphyliniformia (Hydrophiloidea+Histeridae, Staphylinoidea) и Scarabaeiformia (Scarabaeoidea).
В 2022 году в ходе интегрирования данных филогеномики и палеонтологии была разработана новая классификация жесткокрылых, и надсемейство Scarabaeoidea было включено в состав Staphyliniformia.

### Классификация 2022 года
По данным работы 2022 года включает 4 надсемейства, 33 семейства и около 100 тыс. видов (вместо термина инфраотряд используется серия).
- Надсемейство Histeroidea Gyllenhaal, 1808
  - Synteliidae  Lewis, 1882
  - Sphaeritidae  Shuckard, 1839
  - † Cretohisteridae  Zhou, Caterino, Ślipiński and Cai, 2018
  - Histeridae  Gyllenhal, 1808

- Надсемейство Hydrophiloidea Latreille, 1802
  - Hydrophilidae Latreille, 1802
  - Helophoridae Leach, 1815
  - Epimetopidae Zaitzev, 1908
  - Georissidae Laporte, 1840
  - Hydrochidae Thomson, 1859
  - Spercheidae Erichson, 1837

- Надсемейство Scarabaeoidea Latreille, 1802
  - † Alloioscarabaeidae Bai, Ren and Yang, 2012
  - † Septiventeridae Bai, Ren, Shih and Yang, 2013
  - Lucanidae Latreille, 1804
  - Trogidae MacLeay, 1819
  - Glaresidae Prudhomme de Borre, 1886
  - Pleocomidae LeConte, 1861
  - Bolboceratidae Mulsant, 1842
  - Diphyllostomatidae Holloway, 1972
  - Geotrupidae Latreille, 1802
  - † Passalopalpidae Boucher and Bai, 2016
  - Passalidae Leach, 1815
  - Belohinidae Paulian, 1959
  - Ochodaeidae Streubel, 1846
  - Glaphyridae MacLeay, 1819
  - Hybosoridae Erichson, 1847
  - Scarabaeidae Latreille, 1802

- Надсемейство Staphylinoidea Latreille, 1802
  - Jacobsoniidae Heller, 1926
  - Ptiliidae Erichson, 1845
  - Hydraenidae Mulsant, 1844
  - Colonidae Horn, 1880 (1859)
  - Agyrtidae Thomson, 1859
  - Leiodidae Fleming, 1821
  - Staphylinidae Latreille, 1802
    - Silphinae Latreille, 1806